# Zygmunt Anczok
Zygmunt Józef Anczok (Lubliniec, 1946. március 14. –) olimpiai bajnok lengyel labdarúgó, hátvéd.

## Pályafutása

### Klubcsapatban
1959-ben a Sparta Lubliniec korosztályos csapatában kezdte a labdarúgást. 1963 és 1971 között a Polonia Bytom, 1971 és 1974 között a Górnik Zabrze labdarúgója volt. 1975–76-ban az Egyesült Államokban játszott a Wisła Chicago és a Chicago Katz csapataiban. 1977 és 1979 között a norvég Skeid Fotball játékosa volt.

### A válogatottban
1965 és 1973 között 48 alkalommal szerepelt a lengyel válogatottban. Tagja volt az 1972-es müncheni olimpiai játékokon aranyérmet nyert csapatnak.

## Sikerei, díjai
Lengyelország
- Olimpiai játékok
  - aranyérmes: 1972, München

 Górnik Zabrze
- Lengyel bajnokság
  - bajnok: 1971–72
- Lengyel kupa
  - győztes: 1972